# Praam (hulpmiddel)

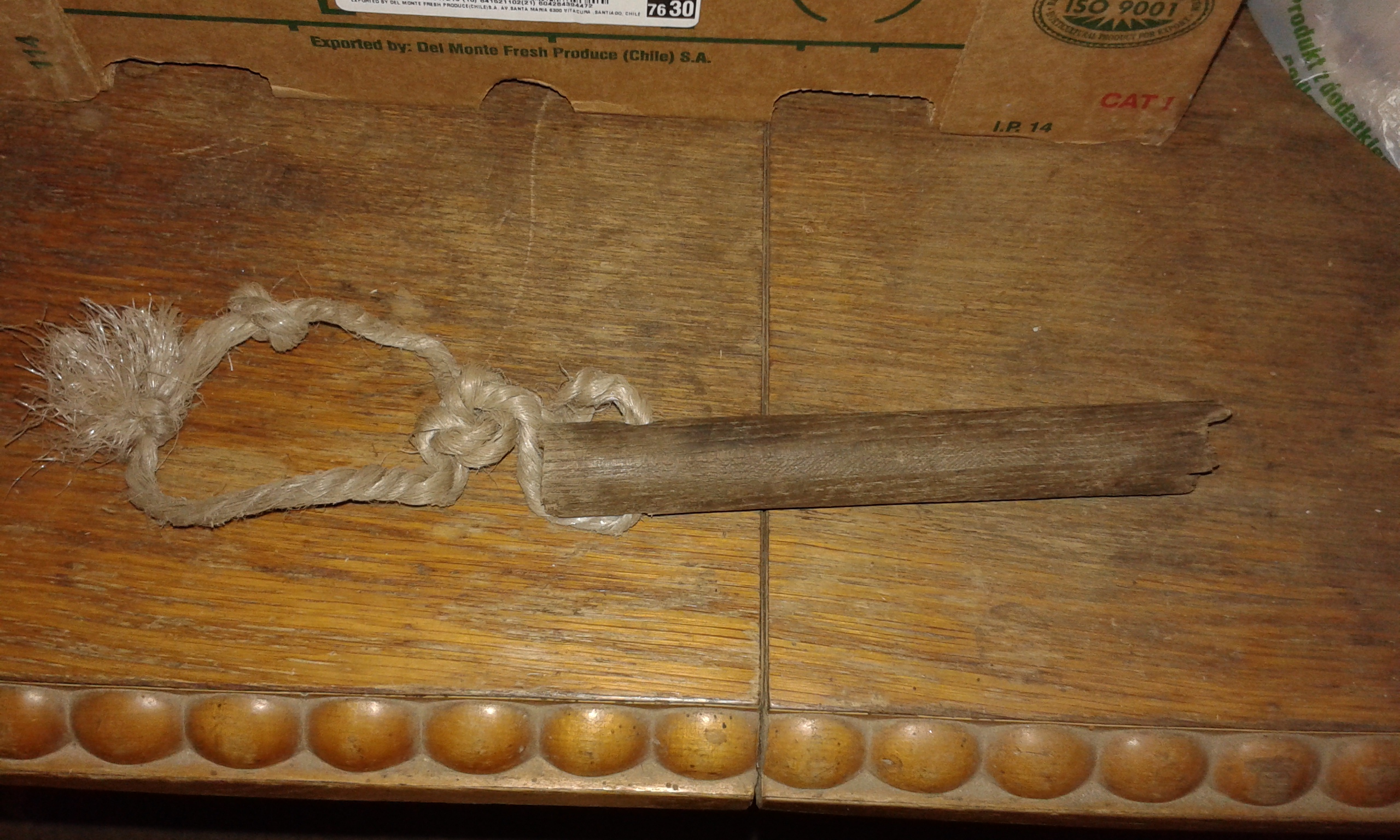
Eenvoudige praam

Een praam, of prang is een neusklem die kan worden toegepast om een paard rustig te laten worden of rustig te houden. Hij bestaat meestal uit een stuk hout met een lus van touw, maar er zijn ook varianten, zoals een prangijzer.
De praam wordt in situaties gebruikt waarbij het noodzakelijk is dat het paard niet in de stress raakt zoals behandeling door de hoefsmid en het scheren van de oren. In veel gevallen wordt de praam verkozen boven verdovende middelen.
Op de bovenlip van paarden bevinden zich drukpunten. Door het 'bewerken' van deze drukpunten maakt het paard endorfinen die verdovend werken. De meeste paarden worden daardoor kalm en blijven stilstaan. De lus wordt om de bovenlip aangebracht en aangedraaid. Het hoofd van het paard wordt met de hand zachtjes naar beneden gebracht en men wacht tot het dier zich ontspant. Na een tijdje vallen de oren opzij en gaan half dicht. Dat is het moment, dat de endorfinen aangemaakt zijn. Hierna kan bijvoorbeeld een ingreep van een dierenarts rustig doorstaan worden.
Het apparaat wordt in de paardenwereld veel gebruikt hoewel het ter discussie staat. De meningen over het feit of het gebruik van een praam pijnlijk is voor het paard zijn verdeeld. Hoewel het er voor het dier zeer pijnlijk uitziet, voelt het er volgens ervaringsdeskundigen weinig van.
Niet te verwarren met de neusklem, een tijdelijke neusring bij dieren die lijkt op een smeedtang. De uitdrukking die verwijst naar de praam, "iemand de prang op de neus zetten," betekent iemand dwingen tot spreken of handelen. Ook wordt prangen gebruikt als synoniem voor klemmend of dringend, zoals in "een prangende vraag".